# エフゲニー・ルキャネンコ
エフゲニー・ルキャネンコ（Евгений Лукьяненко、Yevgeny Lukyanenko、Evgenij Luk′ânenko、1985年1月23日 - ）はロシアの陸上競技選手、専門は棒高跳。クラスノダール地方出身。
2008年3月、スペイン・バレンシアで開催された世界室内陸上競技選手権に出場し、5m90の室内自己記録をマークして優勝を飾った。7月、ポーランド・ビドゴシチで開催された競技会において6m01の屋外自己記録をマーク。6mジャンパーの仲間入りを果たした。8月に出場した北京オリンピックでは5m85の記録を残し、スティーブン・フッカーに次ぐ2位となり銀メダルを獲得した。

## 主な戦績
| 年度 | 大会名                 | 開催地                  | 順位 | 記録 |
| ---- | ---------------------- | ----------------------- | ---- | ---- |
| 2007 | 世界陸上競技選手権     | 大阪（ 日本）           | 6位  | 5m81 |
| 2008 | 世界室内陸上競技選手権 | バレンシア（ スペイン） | 優勝 | 5m90 |
| 2008 | 北京オリンピック       | 北京（ 中華人民共和国） | 2位  | 5m85 |

## 記録
- 棒高跳
  - 屋外 - 6m01（2008年）
  - 室内 - 5m90（2008年）

## 参考資料・外部リンク
- エフゲニー・ルキャネンコ - ワールドアスレティックスのプロフィール（英語）
- エフゲニー・ルキャネンコ - Olympedia（英語）